# 豊岡村 (愛媛県)
豊岡村（とよおかむら）は、愛媛県の東予地方の宇摩郡にあった村。1954年11月1日に三島町、松柏村、寒川町、豊岡村、富郷村、金砂村の2町4村の合併で市制施行し伊予三島市となり、自治体としては消滅した。その後、伊予三島市は平成の大合併で四国中央市となり、現在に至る。現在の四国中央市の西部。燧灘沿岸。

## 地理
豊岡川の流域。北を燧灘に面している。南は、赤石山、豊受山、鋸山などで富郷村と境をなしている。これらの山々から流れ出す河川は小規模ながら扇状地が形成されている。
村名の由来
不詳

## 歴史

### 村の沿革
- 1889年（明治22年）12月15日 - 町村制施行に伴い、長田（おさだ）、大町（おおまち）、五良野（いらの）、岡銅（おかどう）、豊田（とよだ）の5か村が合併して宇摩郡豊岡村（とよおかむら）が成立。大字豊田に役場をおく。
- 1954年（昭和29年）11月1日 -三島町、松柏村、寒川町、豊岡村、富郷村、金砂村の2町4村の合併で市制施行し、伊予三島市となり、豊岡村は自治体としては消滅した。

```
豊岡村の系譜
（町村制実施以前の村）　（明治期）　　　　　　　　　（昭和の合併）　（平成の合併）
　　　　　　　　　　　　町村制施行時　　　　　　　
　　　　　　　　　　　　　　　　あ　　　い　う　　　　お　
三島　━━━━━━━━三島村━━三島町━┳━┳━━━━┳伊予三島市━┓
　　　　　　　　　　　　　　　　　　　　┃　┃　　　　┃　　　　　　┃
　　　　　　　　　　　中曽根村━━━━━┫　┃　　　　┃　　　　　　┃
　　　　　　　　　　　中之庄━━━━━━┫　┃　　　　┃　　　　　　┃
　　　　　　　　　　　松柏村━━━━━━┛　┗松柏村━┫　　　　　　┃
　　　　　　　　　　　　　　　　　　　　　　　え　　　┃　　　　　　┃
　　　　　　　　　　　寒川村━━━━━━━━━寒川町━┫　　　　　　┃
長田　━━━━┓　　　　　　　　　　　　　　　　　　　┃　　　　　　┃
大町　━━━━┫　　　　　　　　　　　　　　　　　　　┃　　　　　　┃
五良野━━━━╋━━━豊岡村━━━━━━━━━━━━━┫　　　　　　┃
岡銅　━━━━┫　　　　　　　　　　　　　　　　　　　┃　　　　　　┃
豊田　━━━━┛　　　　　　　　　　　　　　　　　　　┃　　　　　　┃
　　　　　　　　　　　富郷村━━━━━━━━━━━━━┫　　　　　　┃
　　　　　　　　　　　金砂村━━━━━━━━━━━━━┛　　　　　　┃
　　　　　　　　　　　　　　　　　　　　　　　　　　　　　　　　　　┃平成16年4月1日
　　　　　　　　　　　　　　　　　　　　　　　　　　　　　　　　　　┃新設合併
　　　　　　　　　　　　　　　　　　　　　　　　　　　　　　　　　　┣四国中央市
　　　　　　　　　　　　　　　　　　　　　川之江市━━━━━━━━━┫
　　　　　　　　　　　　　　　　　　　　　新宮村━━━━━━━━━━┫
　　　　　　　　　　　　　　　　　　　　　土居町━━━━━━━━━━┛
　　　　　　　　　　　　　　　　　　　　　　　　　
あ – 明治31年11月21日 三島村が町制施行、三島町に
い – 昭和19年4月1日 三島町、中曽根町、中之庄、松柏村が合併し三島町に
う – 昭和25年10月1日 三島町から松柏村が分立
え – 昭和27年6月1日 寒川村が町制施行し寒川町に
お – 昭和29年11月1日 三島町、松柏村、寒川町、豊岡村、富郷村、金砂村が合併、市制施行し伊予三島市となる。
（注記）豊岡村以外の合併以前の系譜はそれぞれの市町村の記事を参照のこと。

```

## 地域
合併成立前の旧5か村をそのまま大字とした。
長田（おさだ）、大町（おおまち）、五良野（いらの）、岡銅（おかどう）、豊田（とよだ）
昭和の合併により伊予三島市となってからは、「豊岡町」を冠した。
例 伊予三島市豊岡町長田
平成の合併により四国中央市になってからも同様。
例 四国中央市豊岡町長田

## 産業
農業。当地特有のやまじ風の影響を避けるため、イモ、球根、花き類などの栽培が発達した。また畜産も営まれる。

## 交通
村内を国道11号及び国鉄予讃本線が東西に貫通している。ただし、村内に駅はなかった。